# Macrosiphum
Macrosiphum es un género de pulgones, familia Aphididae. Las poblaciones de verano son partenogenéticas. La mayoría carecen de alas, pero cuando hay un gran número aparecen morfos o variedades alados que pueden volar a otra planta huésped.
Las plantas huéspedes principales son de la familia Rosaceae, pero también se encuentran en plantas de varias otras familias. La mayoría no usa huéspedes alternativos, sino que permanecen en una sola especie. No se conoce que tengan simbiosis con hormigas.
En otoño, producen machos y hembras que se aparean y producen huevos. Estos huevos pasan el invierno.

## Algunas especies
Hay 140 especies en 3 subgéneros, la mayoría de las especies están en el subgénero Macrosiphum.
- Macrosiphum rosae Linnaeus, 1758
- Macrosiphum euphorbiae Thomas, 1878

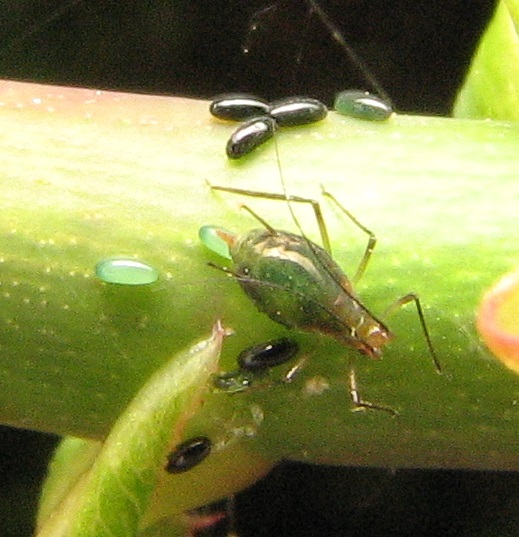
Macrosiphum depositando huevos en un rosal

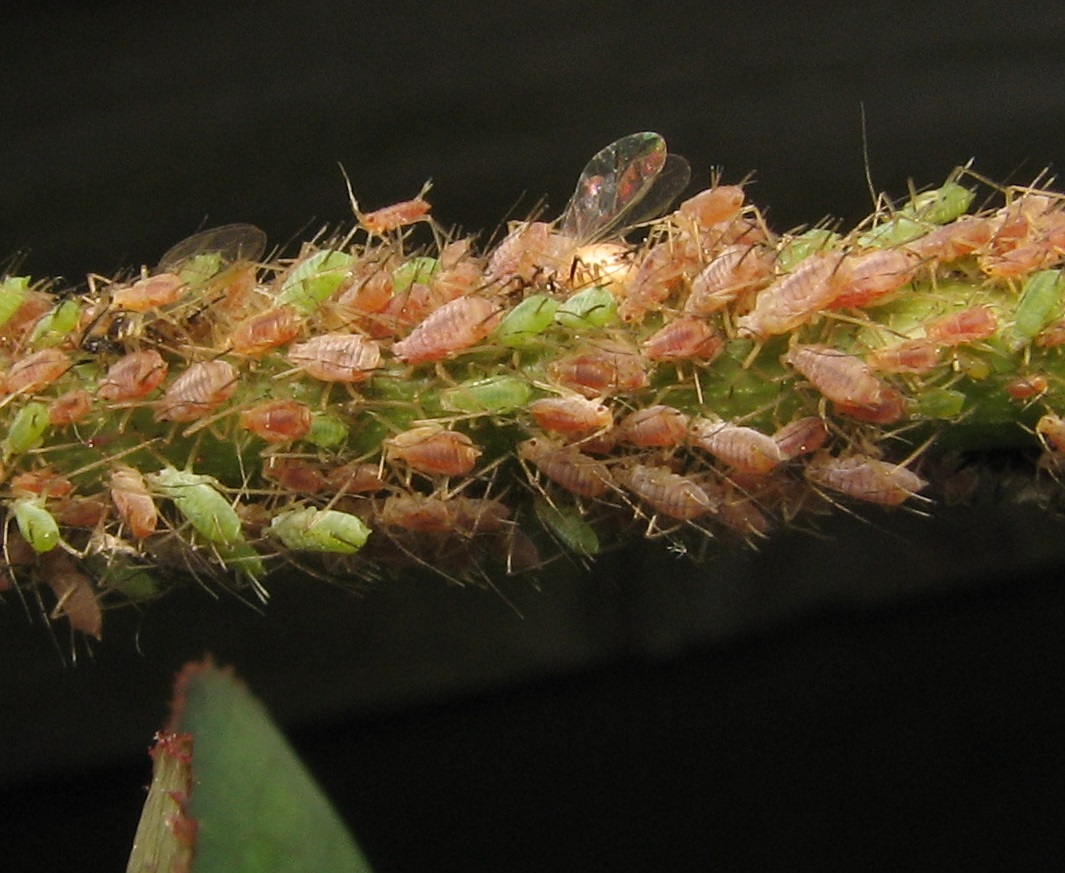
Macrosiphum rosae

- Macrosiphum albifrons Essig, 1911
- Macrosiphum luteum